# مجله آمریکایی پرستاری مامایی
مجله آمریکایی پرستاری مامایی (به انگلیسی: The American Journal of Maternal Child Nursing) یا مجله‌ام‌سی‌ان (MCN) یک دوماهنامه در زمینه پرستاری نوزاد و زایمان است که در آمریکا منتشر می‌شود.